# Ricard Giralt Miracle
Ricard Giralt Miracle (Barcelona, 2 de juny de 1911 – Barcelona, 26 de novembre de 1994) fou un il·lustrador, dissenyador gràfic i tipògraf català.
Va aprendre a dibuixar amb el seu pare, Francesc Giralt Ill (1873-1947), destacat gravador litògraf i membre actiu de l'Institut Català de les Arts del Llibre. Després d'estudiar a les Escoles del Patronat Domènech del barri de Gràcia, on va tenir com a professor Artur Martorell, qui deixaria en ell una gran empremta, començà a treballar com a aprenent a l'estudi Indústries Gràfiques Seix i Barral, sense deixar de formar-se com a dibuixant i pintor a l'Escola de la Llotja i al Cercle Artístic de Sant Lluc de Barcelona.

## Biografia
Fill de Francesc Giralt III, gravador litògraf, de ben jove aprengué a dibuixar diferents famílies tipogràfiques, destacant-ne les de tradició romana, anglesa i egípcia. És pare de Daniel i Pau Giralt-Miracle.
Excepte el període del servei militar i el lapse de la guerra, va seguir a Seix i Barral fins al 1947. Paral·lelament al treball gràfic que feia en aquesta impremta, durant aquests anys va portar a terme múltiples feines, entre les quals cal destacar la col·laboració amb l'Exposició Internacional de Barcelona del 1929 i l'Editorial Janés. A principi de 1930 figura com alumne de l'Escola d'Arts i Oficis Artístics i Belles Arts (Llotja).
Dedicat a la creació de cartells, portades i maquetació de llibres, edicions de bibliòfil i disseny tipogràfic, del qual n'estudiava curosament les característiques mirant de configurar alfabets amb caràcter propi. La seva obra és a mig camí entre el noucentisme dels primers anys i el disseny gràfic contemporani.
Fundador l'any 1947 de Filograf, Institut d'Art Gràfic des d'on realitzà marques, plaquetes, calidoscopis, etc., a més d'alfabets. És en aquest estudi, on es desenvoluparia professionalment, no solament com a impressor, sinó també com a tipògraf i grafista i, de fet, és considerat un dels primers dissenyadors gràfics del país. Des de Filograf va promoure una profunda renovació de la tipografia, àmbit en què participà amb la creació de diversos alfabets: Maryland (1960), Helios (1961), Gaudí (1962), Biblos (1963), Pompeya (1963), Xènius (1964) i Gaya Ciencia (1970).
El 1953 fundà l'editorial PEN (Producciones Editoriales del Nordeste). Els llibres d'art que va publicar van ser distingits per l'Instituto Nacional del Libro Español entre els 50 millors de l'any, però tot i així la iniciativa no va reeixir. El 1956 començà a realitzar les plaquetes, petits impresos no venals que distribuïa entre els seus clients i amics com a salutació de Nadal o de vacances. I el 1965 inicià la sèrie Calidoscopis, unes creacions gràfiques basades en la reiteració radial de gravats, impresos sobre una base de color irregular i inscrits en un perímetre circular.
Els seus clients solien tenir inquietuds culturals, cosa que es posa de manifest en el treball que ell feia, que, fos en l'àmbit que fos, evidenciava el seu peculiar univers.
Implicat també en l'àmbit associatiu, al llarg de la seva vida formà part del Sindicat de Dibuixants Professionals de Catalunya, durant el període republicà; juntament amb Josep Pla-Narbona fundà el 1961 l'Agrupació de Disseny Gràfic del FAD (ADG-FAD) i posà el seu saber fer a disposició de la revista Dau al Set, el Grup R, el Museo de Arte Abstracto de Cuenca, etc.

## Les plaquetes
Els impresos que Giralt Miracle feia per informar els clients de Filograf del trasllat de seu, de les vacances o per felicitar el Nadal es convertiren ben aviat en un camp d'experimentació del seu treball. Així, els fulls de tintatge rebutjats eren la base de les maculatures que després imprimia amb aquesta finalitat i es van convertir en un suport amb què assajar noves fórmules gràfiques i tipogràfiques per a les quals utilitzava restes de paper de la impremta, gravats antics, lletres o il·lustracions que feia expressament, tot i que de vegades va recórrer a il·lustracions Pere Torner Esquius i E. C. Ricart.
De manera que el que va començar com un banc de proves derivà en una pràctica que el complaïa especialment perquè li permetia desenvolupar el vessant creatiu de forma totalment lliure, ja que era ell qui feia l'encàrrec i qui posava els límits. Per tant, el que al principi era un simple full o cartolina es convertí en un díptic, en un desplegable i, finalment, en una publicació petita, tant amb relació a les seves dimensions com a la quantitat de pàgines, que Giralt Miracle denominava plaquetes (en català), inspirant-se en el mot francès plaquette, és a dir quadern o fullet de format reduït i poques pàgines.
Giralt Miracle solia incloure textos bíblics o cançons nadalenques en les felicitacions de Nadal i per a les altres plaquetes, l'autor, lector empedreït de poesia, va decidir incorporar algun aforisme o vers, textos que triava d'entre les seves lectures, obres de Joan Maragall, Frederic Mistral, Josep Maria de Sagarra, Carles Riba, Josep Carner, Guillermo Díaz-Plaja, Eugeni d'Ors, Marià Manent, Josep Pla, Antonio Machado, Petrarca, Ronsard, Shakespeare, Elisabeth Barrett Browning, etc. i tankes o haikus d'autors japonesos, etc. Això va comportar que al llarg de l'any ja anés pensant i donant forma a aquell opuscle que el comunicaria amb els seus clients, que generalment acabaven formant part del seu cercle d'amics i on configurava un llenguatge personal, poètic i creatiu, que a través de les tècniques tipogràfiques connectava la lírica, la poesia visual, el collage, el fotomuntatge, la tipografia experimental, la bibliofília i l'esperit d'avantguarda.
D'aquí ve que sovint inclogués en les plaquetes poemes d'autors tan valorats avui com J. V. Foix o Joan Brossa o aportacions artístiques dels inqüestionables Antoni Tàpies o Joan Miró. Unes col·laboracions que sorgien de l'amistat i de les converses que compartien a Filograf, ja que tots ells eren en aquells anys amics i companys d'aventures i també clients.En teoria, les plaquetes es van acabar editant per felicitar el Nadal i per comunicar les vacances d'estiu als clients-amics de Filograf, però precisament pel caràcter experimental que tenien, amb freqüència el Nadal es felicitava uns mesos més tard i la notificació de vacances es transformava en una felicitació d'estiu. De la mateixa manera que en algunes ocasiones les dues plaquetes es reduïen a una perquè l'altra no arribava a veure la llum, ja que l'autor decidia no editar-la en no estar complement satisfet amb el resultat aconseguit. Per tot això, és evident que les plaquetes són un exemple paradigmàtic de la personalitat del treball de Ricard Giralt Miracle, figura determinant en el trànsit de les arts i els oficis a l'era del disseny.

## Premis i reconeixements
Al llarg de la seva trajectòria va rebre diversos reconeixements:
- 1936: Primer premi en el concurs de cartells organitzat per l'Associació Protectora de l'Ensenyança Catalana
- 1959: Premi Saulo pel millor cartell de l'any, concedit per l'Escola Massana
- 1962: Delta d'Or de l'ADI-FAD, per l'alfabet Gaudí[8]
- 1963: Delta de Plata de l'ADI-FAD, pel disseny del catàleg de Willy Fried
- 1980: Medalla d'Or del FAD, com a reconeixement al seu treball
- 1983: Premi Ciutat de Barcelona a les Arts Plàstiques[8]
- 1986: Creu de Sant Jordi de la Generalitat de Catalunya
- 1989: Graphic Design Excellence Award, de l'ICOGRADA, per la seva llarga i innovadora trajectòria professional[8]
- 1990: Premio Nacional de Diseño Gráfico, concedit pel BCD i el Ministeri d'Indústria i Energia de l'Estat espanyol[8]
- 1992: Premi Nacional d'Arts Plàstiques, atorgat pel Departament de Cultura de la Generalitat de Catalunya, en reconeixement de la seva trajectòria com a dissenyador gràfic

Es pot trobar obra del dissenyador al Victoria & Albert Museum de Londres, al Solomon R. Guggenheim de Nova York, al Gutenberg Museum de Mainz, a la Bibliothèque Nationale de París, a la Biblioteca de Catalunya, al Museu del Disseny de Barcelona i al Museu Frederic Marès de Barcelona, al Museo Nacional Centro de Arte Reina Sofía de Madrid, a l'IVAM Institut Valencià d'Art Modern de València i a la Universitat de Barcelona.